# Rindbachfälle
Die Rindbachfälle sind ein Wasserfall mit mehreren Stufen, deren größte rund 10 m hoch ist. Sie liegen im Gemeindegebiet von Ebensee am Traunsee in Oberösterreich und wurden 1983 als Naturdenkmal (Listeneintrag) ausgewiesen. Die Wasserfälle liegen an der Grenze zwischen der Adnet-Formation aus dem Lias und des Plattenkalks aus dem Norium. Nach dem Schmelzen des Eises vor ca. 17.000 Jahren schnitt sich der Rindbach zuerst in die aufgeschütteten Schotter und schließlich in die darunter liegenden Kalke ein.